# Sandro Iashvili
Sandro Iashvili (in georgiano სანდრო იაშვილი?, in russo Сандро Иашвили?, Sandro Iašvili; 3 gennaio 1985) è un ex calciatore georgiano, di ruolo attaccante.

## Carriera

### Club
Durante la sua carriera ha giocato con numerose squadre di club, tra cui anche l'Anži Machačkala.
Nel 2007 è stato capocannoniere del campionato georgiano, torneo nel quale in carriera ha giocato in totale 114 partite. Ha inoltre giocato anche 21 partite nella prima divisione svizzera con il Thun, e 2 partite nei turni preliminari di Champions League.

### Nazionale
Conta 3 presenze con la Nazionale georgiana.

## Palmarès

### Club
- Coppa di Georgia: 1

Dinamo Tbilisi: 2003-2004
- Supercoppa di Georgia: 1

Dinamo Tbilisi: 2005

### Individuale
- Capocannoniere dell'Umaglesi Liga: 1

2006-2007